# ابن ابی الحدید
فخرالدین ابوحامد عبدالحمید بن ابی‌الحدید (به عربی: عبد الحمید بن هبة الله بن محمد بن الحسین بن أبی الحدید أبو حامد عز الدین معتزلی) نامدار به ابن ابی‌الحدید، ادیب، متکلم، مورخ، شاعر و فقیه شافعی و اصولی معتزلی و از علمای سدهٔ هفتم ه‍. ق.

## زندگی
او در ۱ ذیحجه ۵۸۶ قمری (برابر با ۱۶ دی ۵۶۹ خورشیدی و ۶ ژانویه ۱۱۹۱ میلادی) در مداین به‌دنیا آمد. پدرش قاضی بود. در شهر زادگاهش بزرگ شد و علم کلام و اصول را فراگرفت. در جوانی به بغداد رفت و در آن شهر در محضر دانشمندان و بزرگان مشهور بغداد که بیشتر آنها شافعی مذهب بودند، به کسب علم و دانش پرداخت. در محافل ادبی و علمی شرکت می‌کرد و تا اینکه در زمره عالمان آن زمان درآمد.
از ابوالبقاء عکبری و ابوالخیر مصدق بن شبیب واسطی ادب آموخت و به مناسبت نزدیکی عقیدتی با ابن علقمی وزیر ادیب و دانشمند مستعصم آخرین خلیفه عباسی در شمار کاتبان دیوان دارالخلافه درآمد. از این رو ابن ابی الحدید قصاید السبع و شرح نهج‌البلاغه را به نام او نوشت، و در همان زمان و کتاب خود را به نام ابن علقمی نوشت.
در سال ۶۴۲ ه‍.ق در حمله مغولان به بغداد اسیر شد ولی به واسطه وساطت بعضی از بزرگان این شهر از جمله خواجه نصیرالدین طوسی آزاد شد. او به عنوان ناظر حله، انتخاب، سپس «خواجه» امیرعلاءالدین طبرس و بعد ناظر بیمارستان عضدی و سرانجام در کتابخانه‌های بغداد به نظارت پرداخت.
وی در حمله هلاکوخان به بغداد در ۶۵۵ ه‍.ق محکوم به قتل شد ولی با وساطت بزرگان نجات یافت، اما سال ۶۵۶ ه‍.ق او در سن ۷۰ سالگی در بغداد از دنیا رفت.

## مذهب ابن ابی الحدید
بررسی شرح نهج‌البلاغه او نشان می‌دهد که برخلاف نظر ابن کثیر که وی را شیعی غالی شمرده‌است، می‌توان او را معتزلی معتدلی دانست. او در آغاز کتابش اتفاق همه شیوخ معتزلی خود را بر صحت شرعی بیعت با ابوبکر نقل می‌کند و تصریح می‌نماید که از پیامبر اسلام نصّی بر آن بیعت وارد نشده، بلکه تنها انتخاب مردم که هم به اجماع و هم به غیراجماع راه تعیین پیشوا شمرده شده، موجب صحت آن است.
بنابراین او در اصول، معتزلی و در فروع، شافعی بود و مشربی بین تسنن و تشیع برای خود انتخاب کرده بود. در مباحث عقیدتی خود در شرح نهج البلاغه، به موافقت با «جاحظ» تصریح دارد به همین جهت او را معتزلی جاحظی می‌دانند.
اهل سنت بر این باورند که ابن ابی الحدید شیعه بوده‌است. یکی از دلایل اصلی آنها این است که ابن ابی الحدید، معتزلی بوده‌است و حال آنکه هیچ‌کدام از علمای اهل سنت معتزلی‌ها را اهل سنت نمی‌دانند. بعلاوه ابن ابی الحدید در شرحی که بر نهج البلاغه نوشته‌است در موضوعات مناقشه‌ای که بین اهل سنت و شیعیان وجود دارد، از شیعیان دفاع کرده‌است. به‌طور مثال در شرحی که بر نهج البلاغه نوشته‌است، فدک را متعلق به فاطمه و ابوبکر و عمر را غاصب دانسته. همچنین برخی از علمای شیعه همچون آیت‌الله قمی و آیت‌الله خوانساری، وی را شیعه مذهب می‌دانند.

## رابطه باعلی
او با وجود اینکه (به اعتقاد برخی) سنی مذهب بود، ولی ارادت خاصی به علی داشت و به پیروی از مکتب معتزله، او را از دیگر خلفای راشدین برتر می‌داند و تصریح می‌کند که او هم در کثرت ثواب و هم در فضایل و خصال حمیده، از دیگران برتر است. این موضوع در کتابش کاملاً مشهود است.

## آثار
تألیفات ابن الحدید را تا ۱۵ اثر برشمرده‌اند که مشهورترین آن‌ها چنین است:
- شرح نهج‌البلاغه ابن ابی الحدید
- الفلک الدائر علی المثل السائر
- السبع العلویات یا قصائد السبع العلویات، که آنرا ابن علقمی در مدائن سرود. موضوع قصاید، مدح محمد و علی، فتح خیبر، فتح مکه و کشته شدن حسین است.
- نظم کتاب الفصیح ثعلب